# Clumber spaniel
Clumber spaniel är en hundras från England. Det är den tyngsta spanielrasen och som övriga brittiska spanielraser en stötande fågelhund. Rasen är numerärt liten och räknas därför av den brittiska kennelklubben The Kennel Club som sårbar.

## Historia

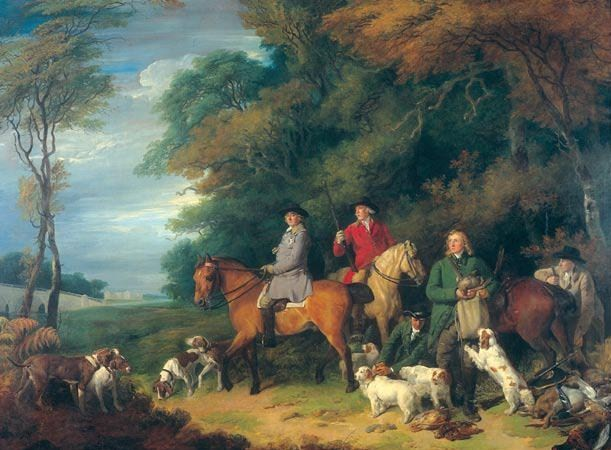
Francis Wheatleys målning The Return from Shooting från 1781.

Vad man säkert vet om rasens historia är att den är namngiven efter egendomen Clumber Park i Nottinghamshire, tillhörig Henry Pelham-Clinton, 2:e hertig av Newcastle. Enligt traditionen ska hundar ha räddats dit av den franske hertigen av Noailles undan franska revolutionen. De skulle enligt denna teori vara resultatet av en korsning mellan franska bassethundar och den nu utdöda alpspanieln. Detta finns det dock inga historiska belägg för och det finns andra teorier.
Hertigens skogvaktare som var den som hade ansvar för jakthundarna skrev i sitt testamente att spanielarna fanns på Newcastle House redan vid hertigens tillträde 1768. Den äldsta kända målningen, The Return from Shooting, där man kan identifiera clumbern är utförd av Francis Wheatley (1747–1801) 1788, fem år före skräckväldet. Teorin om bassetinslag är hämtad från Hugh Dalziels hundlexikon British Dogs som gavs ut 1879–1880 och det var hans personliga förklaring till de korta benen. Spanielar av liknande typ och med samma arbetssätt har även avlats på andra gods och egendomar än Newcastle House och Clumber Park under 1700- och 1800-talen.
Rasen visades på den andra engelska hundutställningen 1859. Den ursprungliga rastypen har inte ändrats mycket sedan dess, men den är dubbelt så stor och tung nu. Den brittiska rasklubben bildades 1904. Som jakthund har den främst använts av aristokratin vid storgodsens klappjakter. Som flera andra raser med den bakgrunden decimerades stammen stort under första världskriget och rasen fick byggas upp på nytt.
Clumber spanieln togs först in i Sverige på 1960-talet. Clumber Spanielklubben i Sverige grundades 1972. Klubben ingår i Svenska Spaniel- och Retrieverklubben (SSRK) som är en specialklubb under Svenska Kennelklubben (SKK). The Working Clumber Spaniel Society grundades 1984 i England, som en kraft bakom rasens förnyelse som en genuin jakthund för fältjakt.

## Egenskaper
Rasen avlades fram för att man behövde en hund som klarade att jobba i tät terräng och som hade skarpt luktsinne för att hitta viltet i sådan miljö. Ursprungligen arbetade den i koppel (pack), det vill säga i flock. Den är självständigare, har mer integritet och är mer egensinnig än andra spanielraser. Anpassningen till terrängen fordrar ett långsamt och systematiskt arbetssätt inom skotthåll, under bössan.
Clumbern är byggd för att arbeta med kroppen och nosen och behöver mycket motion och utmaningar, gärna någon sorts spårarbete, till exempel viltspår. Eftersom clumbern är lugn och tålig går den ofta bra med barn.

## Utseende
Clumbern är kompakt men skall samtidigt vara rörlig. Den skall utstråla styrka, lugn och värdighet. Clumber spanieln har en karakteristisk rullande gång. Kroppsformen är rektangulär med kraftig och djup bröstkorg. Benen är korta och tjocka, huvudet är stort och massivt med bred skalle.
Pälsen skall vara tät, rak och silkesaktig. Vardagstrimningen av en clumber är enkel, den behöver inte trimmas regelbundet, men pälsen bör borstas igenom varje dag, särskilt om man varit ute i naturen.